# Dolna Ribnitsa
Dolna Ribnitsa (bulgariska: Долна Рибница) är ett distrikt i Bulgarien.   Det ligger i kommunen Obsjtina Petritj och regionen Blagoevgrad, i den sydvästra delen av landet, 140 km söder om huvudstaden Sofia.
Omgivningarna runt Dolna Ribnitsa är en mosaik av jordbruksmark och naturlig växtlighet. Runt Dolna Ribnitsa är det ganska tätbefolkat, med 80 invånare per kvadratkilometer.